# Giuseppe Fiocco
Giuseppe Fiocco (Giacciano, 16 novembre 1884 – Padova, 5 ottobre 1971) è stato uno storico dell'arte e critico d'arte italiano.

## Biografia
Laureatosi in Giurisprudenza alla Sapienza - Università di Roma nel 1904, Fiocco conseguì in seguito una seconda laurea in Lettere all'Università di Bologna, con una tesi in Storia dell'arte sotto la guida di Igino Benvenuto Supino. Tornato a Roma, si perfezionò alla scuola di specializzazione di Storia dell'arte dell'Università di Roma, diretta da Adolfo Venturi. Dopo numerosi viaggi in Austria, Svizzera e Germania e un tirocinio alla Soprintendenza di Venezia, ottenne nel 1926 la cattedra di Storia dell'arte all'Università di Pisa, per trasferirsi poi nello stesso anno a Firenze. Nel 1929 fu chiamato a Padova.
Nel 1947 fu chiamato a presiedere il comitato direttivo della rivista Arte Veneta; successivamente fu accolto nell'Accademia dei Lincei e in numerose altre accademie italiane. Nel 1954 fu nominato direttore dell'Istituto di Storia dell'arte della Fondazione Giorgio Cini a Venezia, facendone un punto cardine di ricerca sull'arte veneta.
Notevolissimi i suoi scritti sulle più grandi figure dell'arte veneta, ma anche la riscoperta di artisti meno conosciuti, come Michele da Firenze, Francesco Vecellio, Pietro Marescalchi, il Pordenone.

## Opere
- Giovanni Giocondo Veronese, Verona, G. Franchini, 1916.
- Francesco Guardi, seconda edizione, Firenze, L. Battistelli, 1923.
- L'arte di Andrea Mantegna, Bologna, Apollo, 1927.
- Paolo Veronese 1528-1588, Bologna, Casa Editrice Apollo, 1928.
- La pittura veneziana del Seicento e Settecento, Verona, Apollo, 1929.
- Carpaccio, Roma, Casa edit. d'arte Valori Plastici, 1930.
- Appunti delle lezioni di storia dell'arte medievale-moderna, Padova, Gruppo universitario fascista, 1936.
- Giorgione, Bergamo, Istituto Italiano d'Arti Grafiche, 1941.
- La pittura toscana del Quattrocento, Novara, De Agostini, 1941.
- Giovanni Antonio Pordenone, seconda edizione, Padova, Le Tre Venezie, 1943.
- Giambattista Crosato, seconda edizione, Padova, Le Tre Venezie, 1944.
- Francesco Guardi : l'Angelo Raffaele, Torino, Edizioni Radio Italiana, 1958.